# Vlag van de Sovjet-Unie
De vlag van de Sovjet-Unie was van 6 juli 1923 tot de oprichting van de Russische Federatie op 25 december 1991 een nationaal symbool van de Sovjet-Unie. De vlag toonde gedurende het eerste jaar het wapen van de Sovjet-Unie in het midden van een rode vlag met een hoogte-breedteverhouding van 1:2. Binnen een jaar verdween het wapen en werd een hamer- en sikkelsymbool met daarboven een goudomrande rode ster in het kanton van de vlag geplaatst. De hamer en sikkel staan voor de arbeiders resp. agrariërs. Het ontwerp is in de loop der tijd enige malen aangepast, al gaat het dan meestal om een andere beschrijving van de vlag; het basisontwerp bleef ongewijzigd. De achterzijde van de Sovjetvlag was egaal rood, dus zonder hamer, sikkel en ster. Behalve op het land werd de vlag ook als handelsvlag op zee gevoerd.
De rode kleur van de vlag is ontstaan gedurende de Franse Revolutie en gebruikt door de Parijse Commune waardoor zij 'macht aan het volk' is gaan betekenen. Hierdoor is zij vooral door linkse bewegingen opgepakt. Zo ook door de Russische revolutionairen, die haar als vlag aannamen voor hun in Rusland gestichte sovjetrepubliek.

Constructie van de vlag

## Overige vlaggen

Verticale weergave van de vlag

Het Rode Leger en de Marine van de Sovjet-Unie hadden ieder een eigen vlag, evenals de kustwacht en de vloot van hulpschepen van de USSR. De marine had tevens een geus.

? ? Vlag met de basiselementen van de vlaggen van regimenten van het Rode Leger, 1946-1991 (ratio 2:3)
? ? Oorlogsvlag ter zee, 1950-1991 (ratio 2:3)
? Geus van de marine van de USSR, 1932-1991 (ratio 2:3)
? ? Vlag van hulpschepen van de USSR, -1991 (ratio 2:3)
? ? Vlag van de kustwacht van de USSR, -1991 (ratio 2:3)

## Oudere vlaggen
Aanvankelijk was het gehele wapen van de Sovjet-Unie in het midden van de vlag afgebeeld, maar binnen een jaar ontstond de vlag met de hamer en sikkel in de linkerbovenhoek, tot 18 april 1924 in een kanton. In 1936 en in 1955 werd de stijl en de grootte van de symbolen aangepast.

? 6 juli 1923 – 12 november 1923 (ratio 1:2)
? 12 november 1923 – 18 april 1924 (ratio 1:2)
? 18 april 1924 – 5 december 1936 (ratio 1:2)
? 5 december 1936 – 19 augustus 1955 (ratio 1:2)
? 19 augustus 1955 – 15 augustus 1980 (ratio 1:2)
? 15 augustus 1980 – 26 december 1991 (ratio 1:2)
??Acherzijde van de vlag

De keerzijde van de vlag was egaal rood, zonder symbolen.

## Subnationale vlaggen
De Sovjet-Unie bestond bij haar ondergang uit vijftien deelstaten. Deze hadden elk een eigen vlag die gebaseerd was op de vlag van de Sovjet-Unie. Toen deze deelstaten zich losmaakten, namen ze allen een andere vlag aan.
Autonome sovjetrepublieken (autonoom binnen een van de vijftien sovjetrepublieken) hadden veelal als vlag de vlag van de sovjetrepubliek waartoe ze behoorden, met in die betreffende vlag de naam van de autonome republiek in de lokale taal en de taal van de sovjetrepubliek.

Russische SFSR
Armeense SSR
Azerbeidzjaanse SSR
Wit-Russische SSR
Estische SSR
Georgische SSR
Kazachse SSR
Kirgizische SSR
Letse SSR
Litouwse SSR
Moldavische SSR
Tadzjiekse SSR
Turkmeense SSR
Oekraïense SSR
Oezbeekse SSR

## Invloed op andere vlaggen
De Sovjetvlag heeft een grote invloed gehad op vlaggen van communistische landen en partijen. Zo is bijvoorbeeld de vlag van China zowel qua patroon als qua kleur gelijk aan de vlag van de Sovjet-Unie.
| Vlag | Periode     | Staat                            |
| ---- | ----------- | -------------------------------- |
|      | 1944 - 1992 | Vlag van Albanië                 |
|      | 1975 -      | Vlag van Angola                  |
|      | 1975 - 1990 | Vlag van Benin                   |
|      | 1984 -      | Vlag van Burkina Faso            |
|      | 1949 -      | Vlag van de Volksrepubliek China |
|      | 1970 - 1991 | Vlag van Congo-Brazzaville       |
|      | 1943 - 1991 | Vlag van Joegoslavië             |
|      | 1948 -      | Vlag van Noord-Korea             |
|      | 1974 -      | Vlag van Mozambique              |
|      | 1955 -      | Vlag van Vietnam                 |
|      | 1975 - 1976 | Vlag van Republiek Zuid-Vietnam  |